# Hugo IV. (Tübingen)

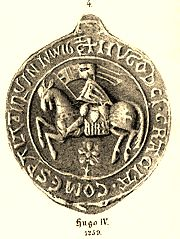
Siegel des Tübinger Pfalzgrafen Hugo IV.

Hugo IV. († 1267) war von 1248 bis 1267 Pfalzgraf von Tübingen und Vogt von Blaubeuren.

## Familie
Er war der älteste Sohn des Pfalzgrafen Rudolf II. von Tübingen und dessen Gattin aus dem Hause von Ronsberg, einer Tochter von Markgraf Heinrich.
Er war in erster Ehe mit einer Gemahlin aus dem Hause von Dillingen, Tochter des Grafen Hartmann IV, verheiratet. In zweiter Ehe heiratete er Beatrix von Eberstein, Tochter des Grafen Otto, die in ihrer zweiten Ehe mit Konrad II. Graf von Flügelau († 1301) verheiratet war.
Hugo IV. wurde zum Stammvater der Grafen von Horb und Herrenberg. Laut Urkunden hatte Hugo IV. wohl vier Söhne, Rudolf, Hugo, Otto und Ludwig, sowie eine Tochter Luitgard, die mit einem Grafen Burkhardt von Hohenberg verheiratet war.

### Kinder aus 1. Ehe
- Rudolf III. Pfalzgraf von Tübingen, Canonicus zu Sindelfingen († 7. September 1272)

### Kinder aus 2. Ehe
- Hugo IV. Graf von Tübingen
- Otto Graf von Tübingen († 9. Juli 1289)
- Ludwig Graf von Tübingen
- Kunigunde, Nonne zu Kirchberg
- Luitgard († 13. November 1309) ⚭ Burchard VI. Graf von Hohenberg († 24. Juli 1318)

## Leben und Wirken
Hugo IV. führte als der ältere unter den Söhnen Rudolfs II., den Titel Pfalzgraf. Er kommt als Pfalzgraf schon zu Lebzeiten seines Vaters vor, der ihm, als einem ohne Zweifel in vollem Mannesalter stehenden Sohne, die Schirmvogtei des Klosters Blaubeuren, vielleicht auch eigenen Sitz in Horb übertrug. Hugo hatte, obgleich Pfalzgraf, auch später höchstwahrscheinlich meist seinen Sitz in Horb, das er zur Stadt erhob. Er und seine Söhne scheinen eine besondere Vorliebe für diesen Ort gehabt zu haben. Tübingen behielten die beiden Brüder gemeinschaftlich.
Hugo IV. spielt in der Geschichte seines Hauses keine große Rolle; er kommt auch verhältnismäßig wenig und allermeist in Angelegenheiten von Klöstern vor, die in seiner Grafschaft lagen, oder in deren Gegend Besitzungen hatte.
Von der Teilnahme des Pfalzgrafen Hugos IV. an den politischen Begebenheiten seiner Zeit ist wenig überliefert. Wie aus einer Urkunde des Papstes Innocenz IV. hervorgeht, hatte er mit seinem Vater die hohenstaufische Sache verlassen, um sich auf die Seite des genannten Papstes gestellt. Um das Jahr 1250 (das Todesjahr des Kaisers Friedrich II.), waren die meisten schwäbischen Großen von dem hohenstaufischen Hause abgefallen, während die schwäbischen Städte, Ulm, Eßlingen und Reutlingen ihre Treue bewahrten. Es kam sogar zwischen König Konrad und den schwäbischen Großen zum Kampf und ersterer wurde geschlagen. Auch Pfalzgraf Hugo IV. war unter denen, die zuerst abfielen; eine hervorragende Rolle scheint er indes nicht gespielt zu haben, auch sich diese Zeitverhältnisse nicht zu Nutzen gemacht zu haben. Er hätte unter anderen Verhältnissen das Haus Tübingen und sich an die Spitze Schwabens stellen können.
Es hatte aber drei Klöster gestiftet und reich ausgestattet sowie viele einzelne Schenkungen entweder selbst gemacht oder von seinen Dienstleuten aus Lehen hatte machen lassen, und sich noch dazu durch Teilungen geschwächt. Inzwischen aber war durch die Stiftung von Marchthal und Bebenhausen, durch den montfortischen Zweig, durch Erbabteilungen der Söhne und Enkel Rudolfs I., wovon jeder wieder durch Schenkungen den Besitzstand schwächte, vieles verloren gegangen. Indessen wäre einem entschlossenen Mann, was Hugo IV. nicht gewesen zu sein scheint, immer noch eine bedeutende Macht zu Gebot gestanden, um, gestützt auf dieselbe, bei der Bestimmung der Zeitfragen ein gewichtiges Wort mitzureden.